# Photinia
Photinia är ett släkte av rosväxter. Photinia ingår i familjen rosväxter.

## Bildgalleri

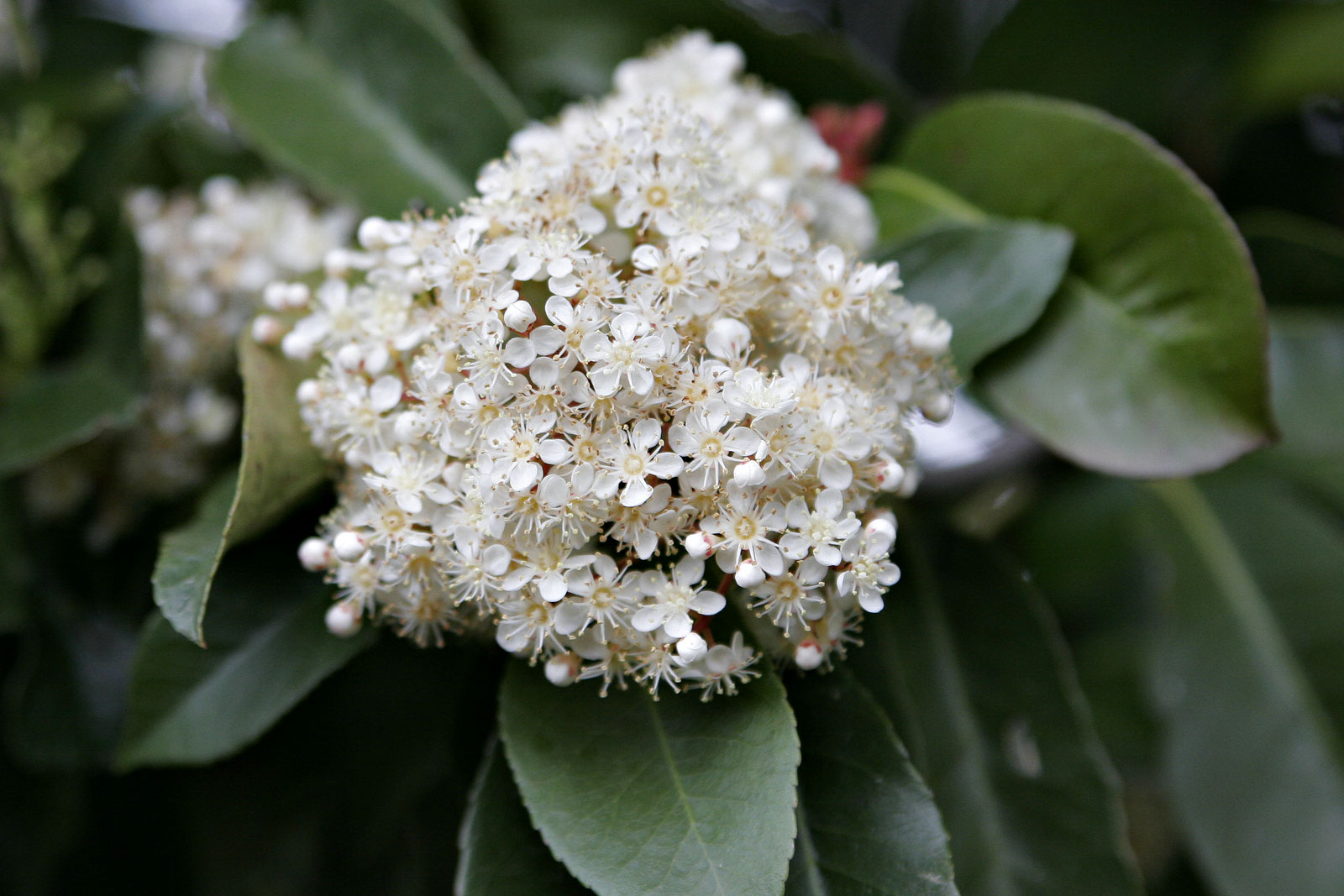
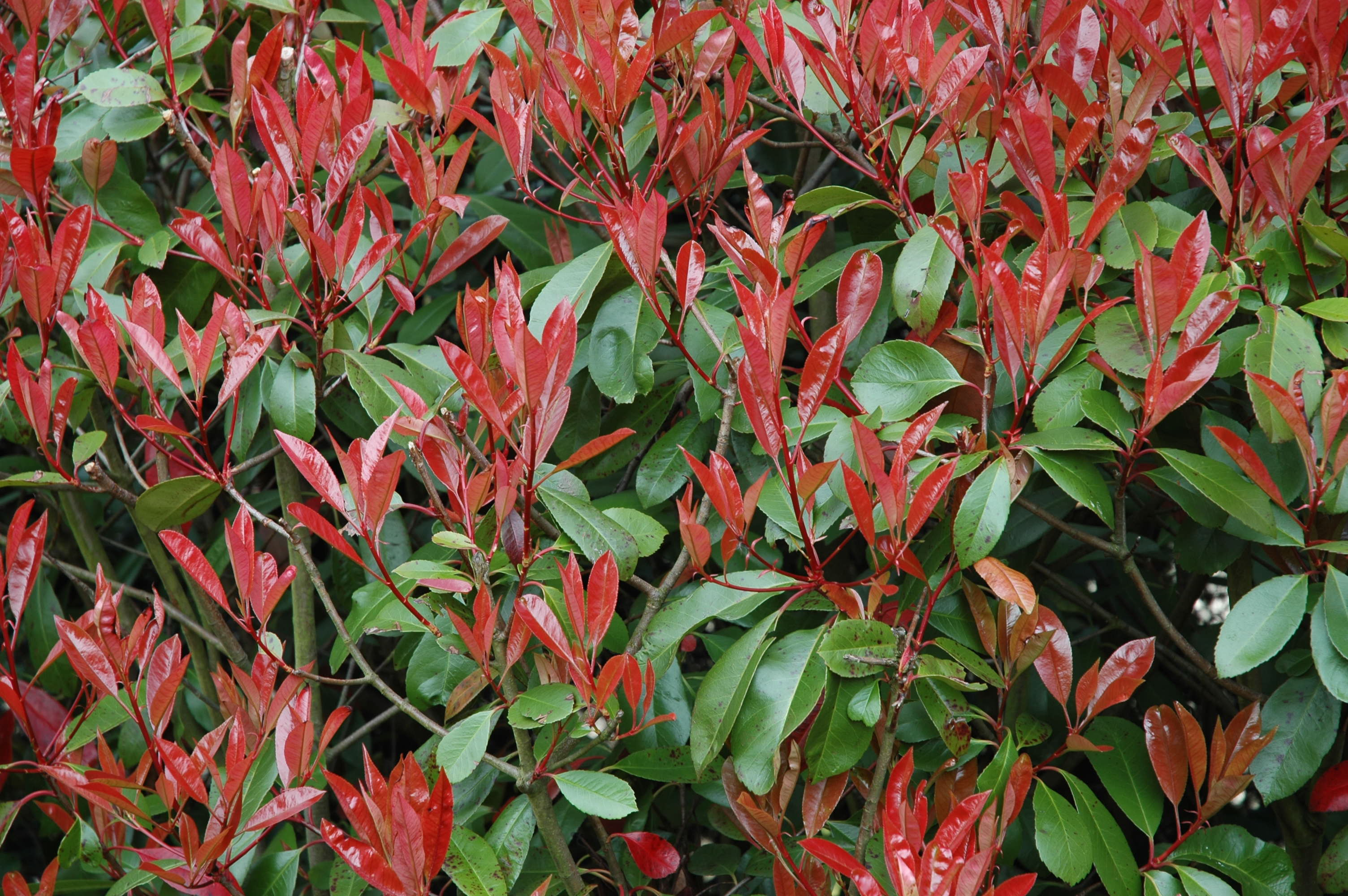
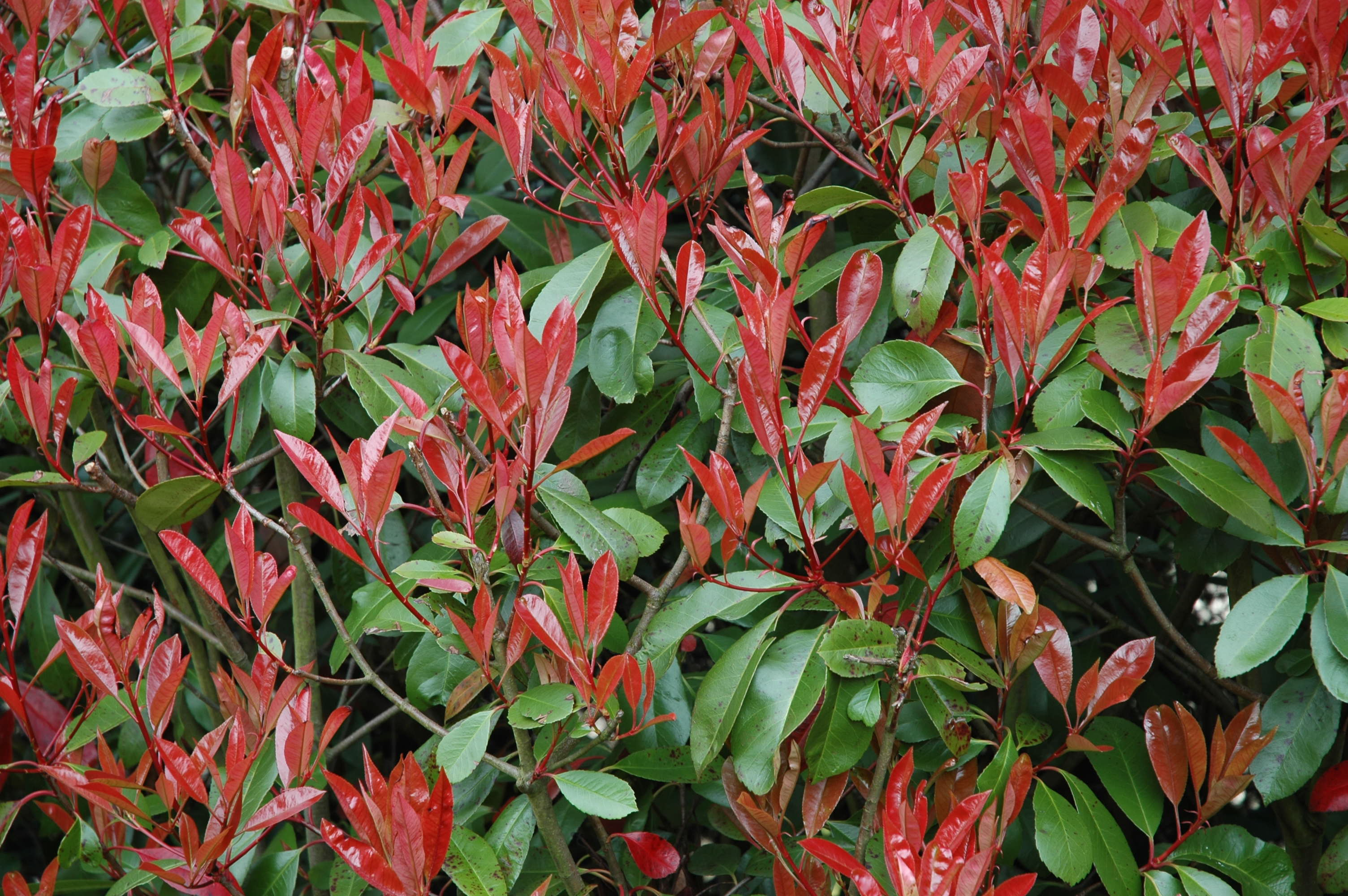
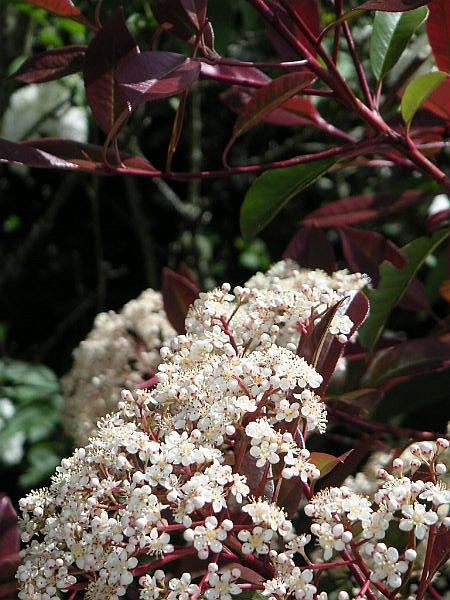
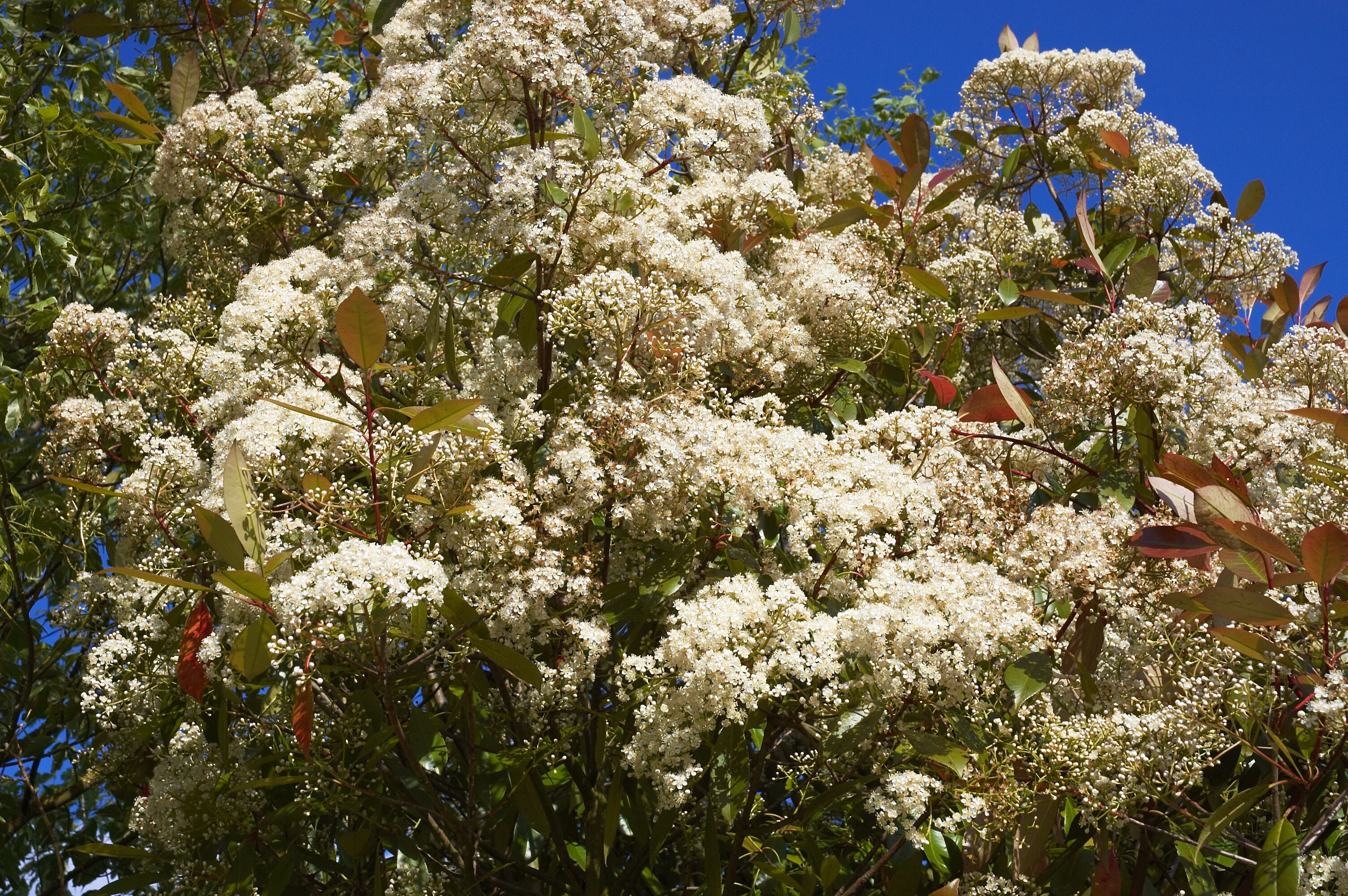
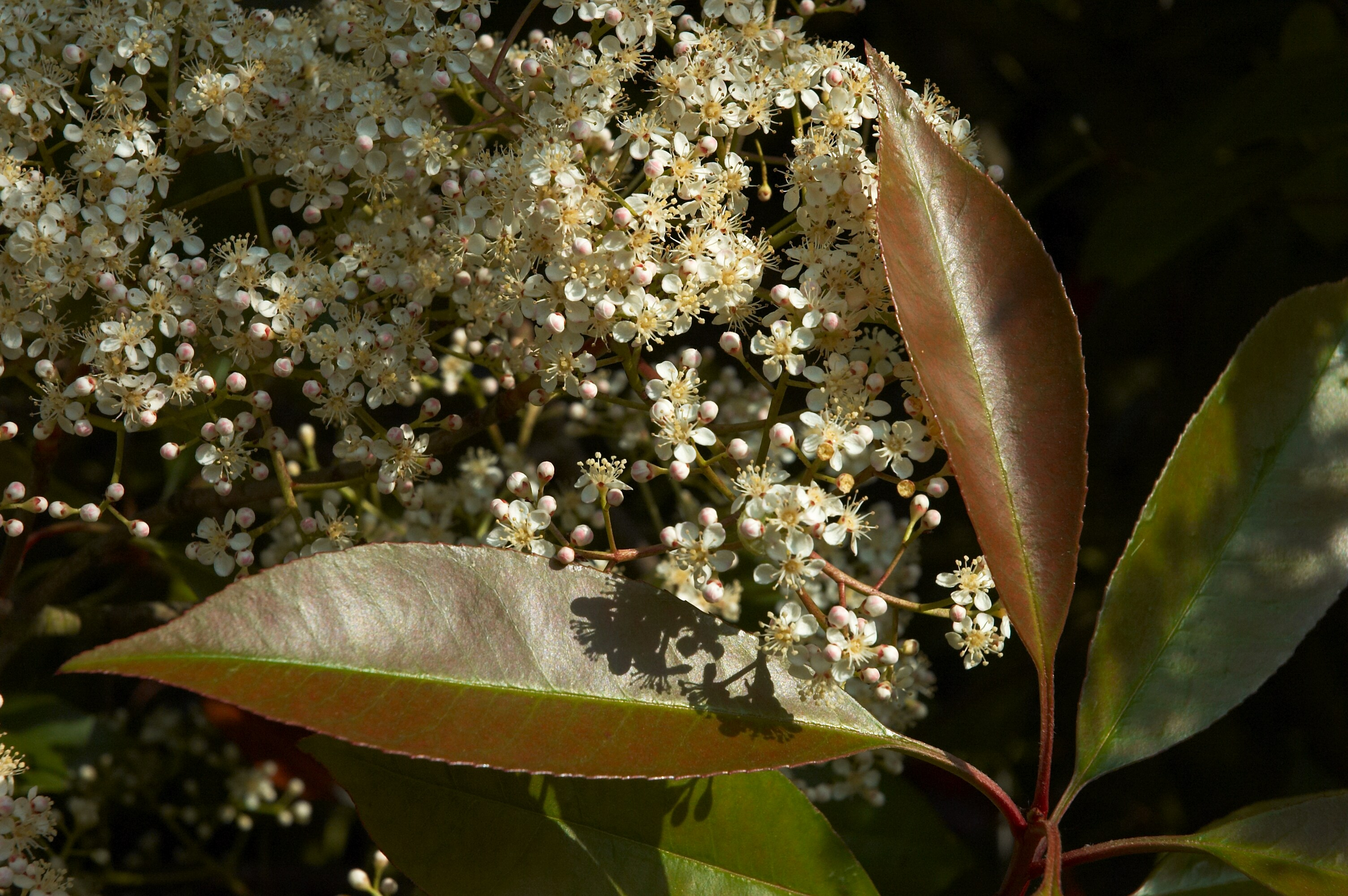

## Dottertaxa tillPhotinia, i alfabetisk ordning[1]
- Photinia anlungensis
- Photinia arguta
- Photinia beauverdiana
- Photinia beckii
- Photinia benthamiana
- Photinia berberidifolia
- Photinia bergerae
- Photinia birmanensis
- Photinia blinii
- Photinia bodinieri
- Photinia calleryana
- Photinia callosa
- Photinia chihsiniana
- Photinia chingiana
- Photinia chingshuiensis
- Photinia crassifolia
- Photinia cucphuongensis
- Photinia cuspidata
- Photinia fokienensis
- Photinia glabra
- Photinia glomerata
- Photinia guerreris
- Photinia hirsuta
- Photinia impressivena
- Photinia integrifolia
- Photinia komarovii
- Photinia kwangsiensis
- Photinia lanuginosa
- Photinia lasiogyna
- Photinia lindleyana
- Photinia lochengensis
- Photinia loriformis
- Photinia lucida
- Photinia matudai
- Photinia megaphylla
- Photinia mexicana
- Photinia microcarpa
- Photinia moiorum
- Photinia myriantha
- Photinia obliqua
- Photinia oblongifolia
- Photinia parviflora
- Photinia parvifolia
- Photinia pilosicalyx
- Photinia podocarpifolia
- Photinia polycarpa
- Photinia prionophylla
- Photinia prunifolia
- Photinia raupingensis
- Photinia rufa
- Photinia schneideriana
- Photinia serratifolia
- Photinia sorbifolia
- Photinia stenophylla
- Photinia taishunensis
- Photinia tsaii
- Photinia tushanensis
- Photinia wardii
- Photinia villosa
- Photinia wrightiana
- Photinia zhejiangensis